# 東飯田駅
東飯田駅（ひがしいいだえき）は茨城県真壁郡大和村（現・桜川市）東飯田にあった、筑波鉄道筑波線の駅（廃駅）である。筑波線の廃線に伴い、1987年（昭和62年）に廃止された。

## 歴史
- 1955年（昭和30年）12月23日：開業[2]。
- 1987年（昭和62年）4月1日：廃止[3]。

## 駅構造
1面1線のホーム上に開放型の待合室がある地上駅であり、無人駅であった。ホームは線路より東側に位置した。

## 駅周辺
- 延島病院

## 現状
廃線後に市道交差点が設置され、かつてのホームは南側のおよそ半分だけが残っている。

## 隣の駅
筑波鉄道
筑波線
樺穂駅 - 東飯田駅 - 雨引駅